# José Ruvalcaba Martínez
José Ruvalcaba Martínez (fl. XX secolo) è stato un calciatore messicano.

## Biografia
Era conosciuto come "El Rey" e perciò, il figlio Felipe, anch'egli calciatore, fu soprannominato "El Príncipe".

## Carriera
Ha iniziato la carriera Imperio Zapopan per poi passare all'Oro, divenendone una colonna portante per buona parte degli anni '40 e con cui sfiora il titolo nella stagione 1947-1948, perdendo il doppio spareggio con il León.
Tra il 1949 ed il 1953 ha un'esperienza negli Stati Uniti d'America, prima di ritornare all'Imperio.